# Мацей Стенчинський
Мацей Боґуш Зиґмунт Стенчинський (пол. Maciej Bogusz Zygmunt Stęczyński; 1814, с. Германовичі, Королівство Галичини та Володимирії, нині ґміна Перемишль Перемишльського повіту Підкарпатського воєводства, Польща — 1890) — відомий польський поет і художник (рисувальник). Автор багатьох робіт, на яких зображені міста, містечка, села, відомі місця в Галичині. Зокрема,
- Оборонна церква в урочищі Монастирок
- Бучач, Золотий Потік, Монастириська

## Роботи

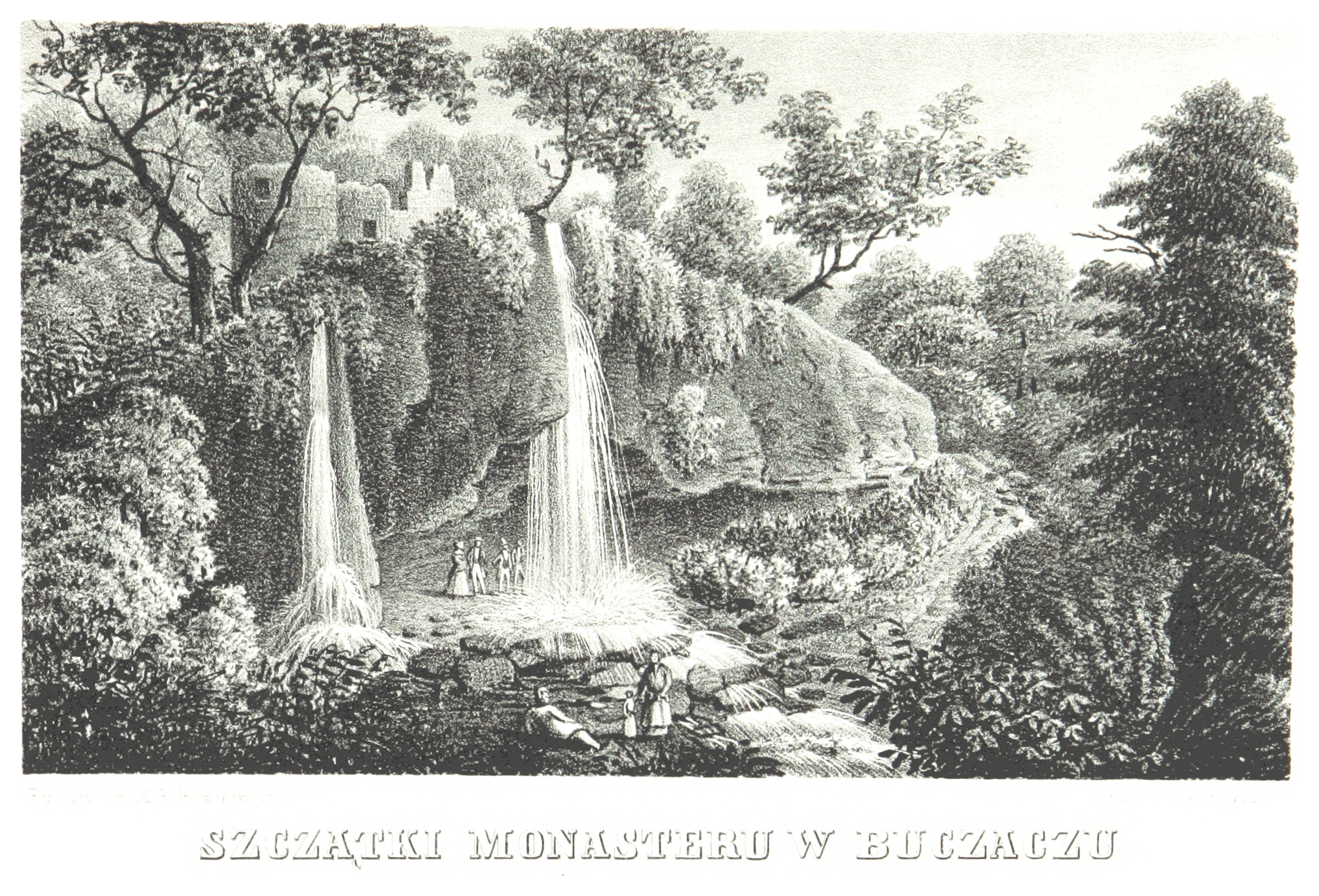
церква в урочищі Монастирок
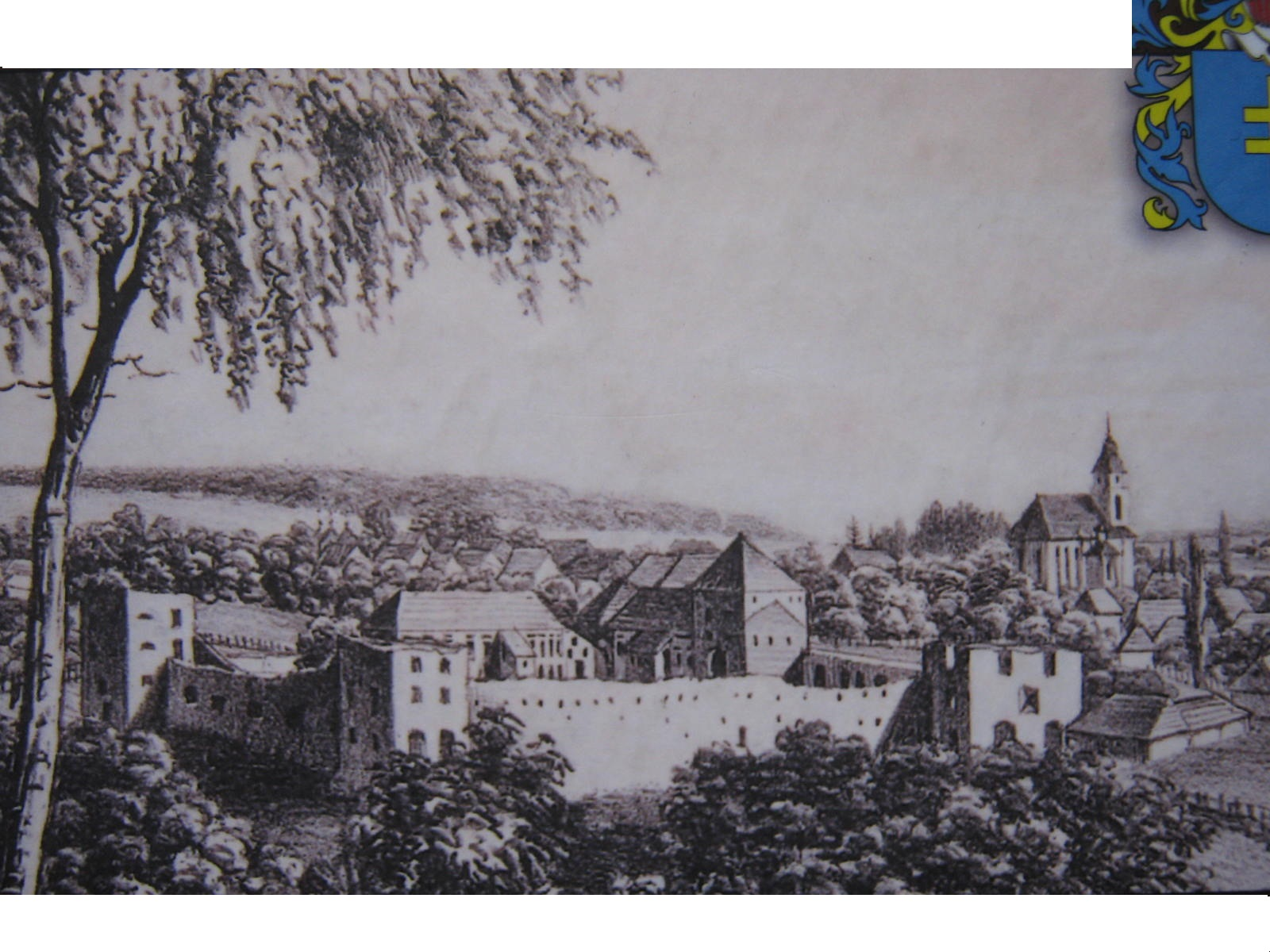
Золотий Потік